# W Ursae Majoris-ster

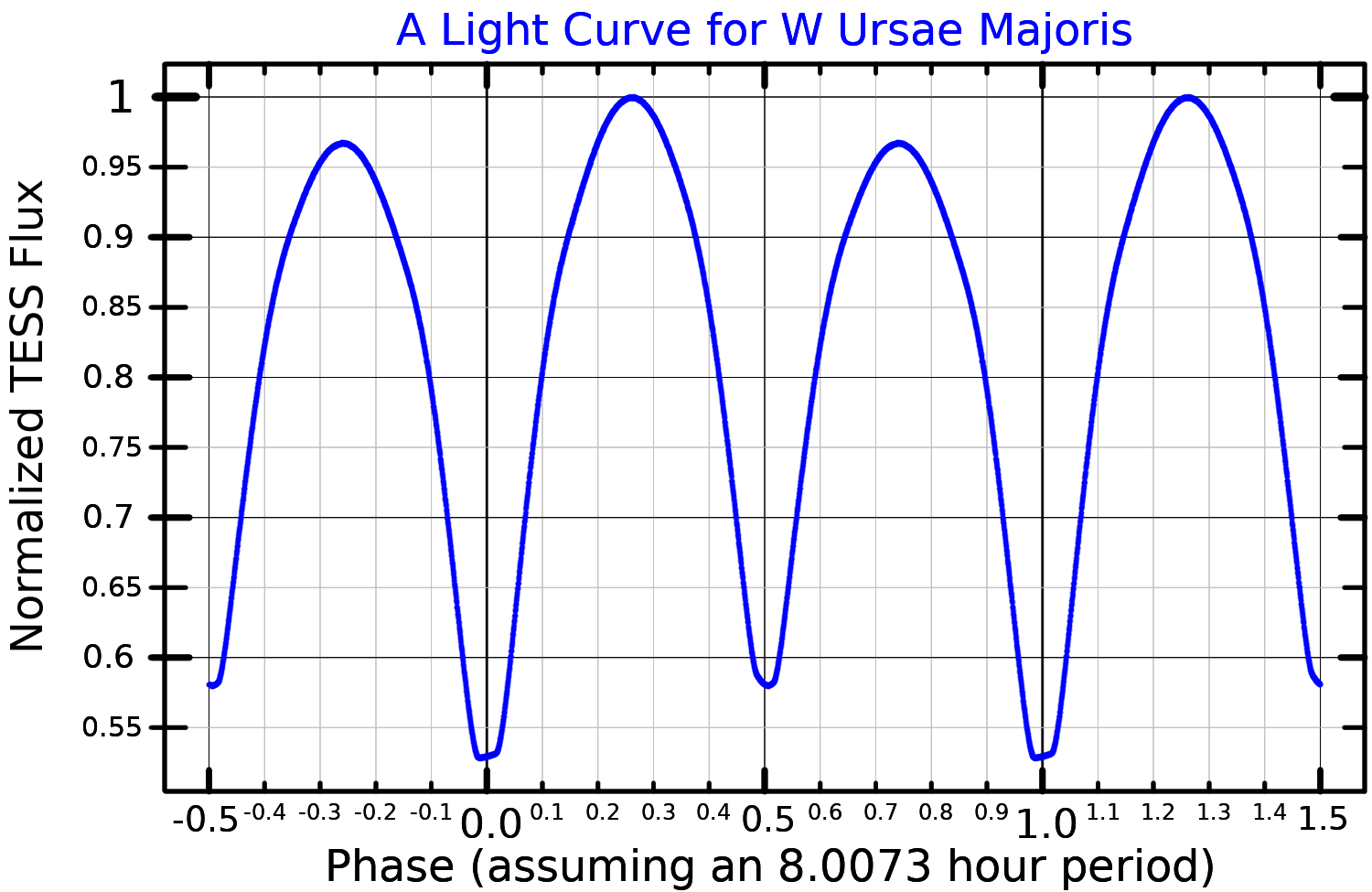
Lichtkromme van W UMa

Schematisch overzicht van een W Ursae Majoris-ster met een massaverhouding van 3. Beide sterren overvloeien (het blauwe opgevulde gedeelte) hun Roche-lobben (begrensd door de zwarte lijnen.)

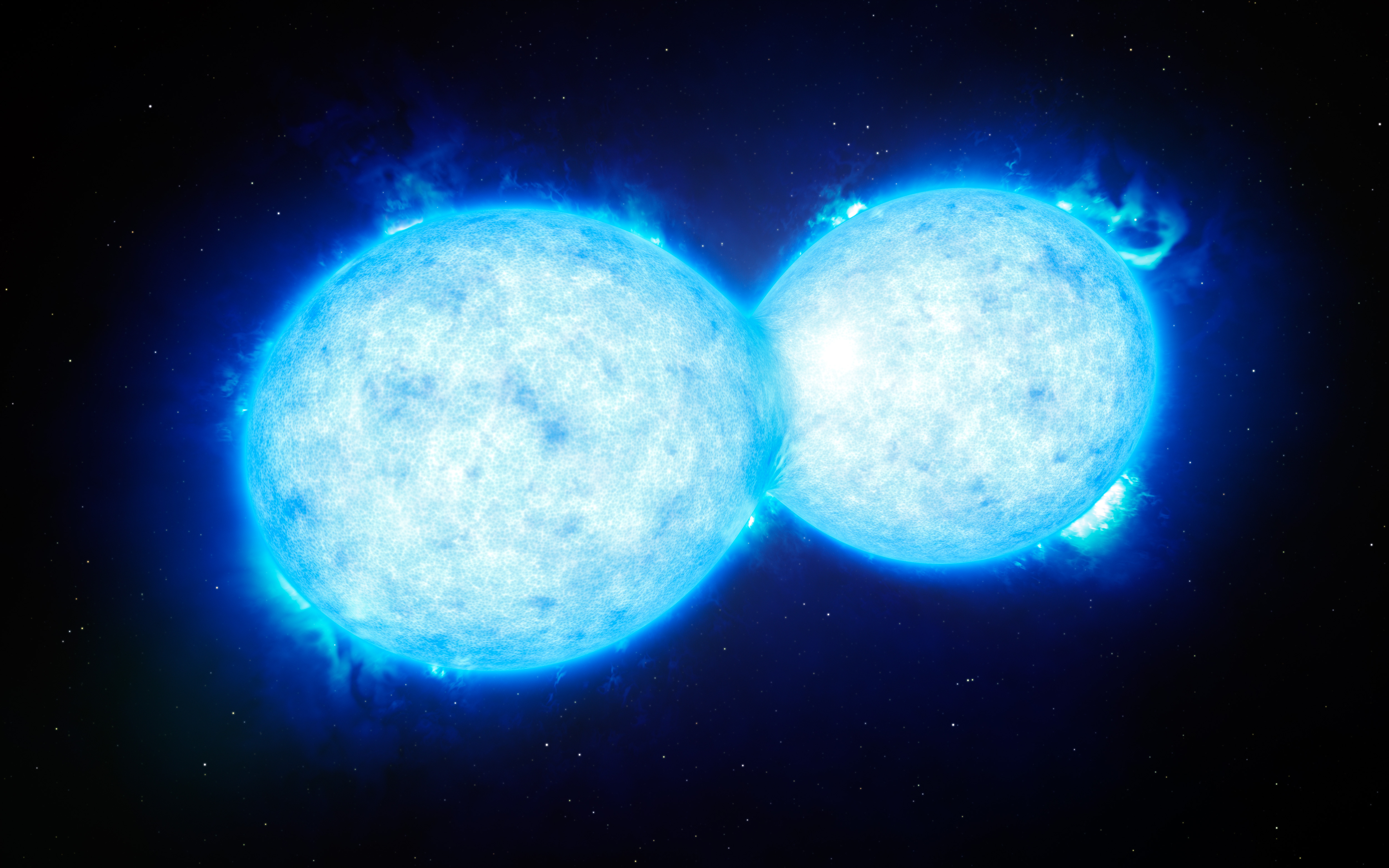
Artistieke impressie van de VFTS 352 WMa-dubbelster

Een W Ursae Majoris-ster is een veranderlijke eclipserende dubbelster. Deze sterren zijn nauwe dubbelsterren met spectraalklassen F, G en K die een gezamenlijk omhulsel van materie delen. In het Engels worden zulke sterren contact binary genoemd.  
Deze veranderlijken worden onderverdeeld in twee onderklassen: A-type en W-type. A-type W UMa-dubbelsterren bestaan uit twee sterren, beide heter dan de zon, met spectraalklasse A of F, (de zon heeft klasse G2), met een omlooptijd van 0,4 tot 0,8 dagen. De W-typen hebben een koelere spectraalklasse van G of K en kortere omlooptijden van 0,22 tot 0,4 dagen. Het verschil in oppervlaktetemperatuur van beide componenten is minder dan een paar honderd kelvin. In 1978 is er een nieuwe onderklasse geïntroduceerd: het B-type. Deze B-typen hebben een groter verschil in oppervlaktetemperatuur. In 2004  is het H-type (hoge massa) ontdekt. Deze hebben een hoger massaverhouding dan {\displaystyle q=0.72} ({\displaystyle q} = (massa begeleider)/(massa hoofdster)) en ze hebben extra impulsmoment. 
Olin J. Eggen toonde aan dat deze sterren een periode-kleur eigenschap hebben. In 2012 publiceerden Terell, Gross en Cooney een kleurenonderzoek van 606 W Uma-dubbelsterren in het Johnson-Cousins fotometrisch systeem.
De lichtkrommen zijn anders dan die van de klassieke eclipserende dubbelsterren, met een constant optredende variatie in plaats van een duidelijk  eclipseffect. Dit is omdat de sterren zo dicht op elkaar zitten en hun vormen onder invloed van de grillige zwaartekracht steeds veranderen, waardoor het stralend oppervlak ook steeds anders is. De waarden van de helderheidsminima zijn meestal gelijk omdat beide sterren ongeveer dezelfde oppervlaktetemperatuur hebben.
W Ursae Majoris is het prototype van dit type dubbelstersysteem.
| Aanduiding (naam) | Sterrenbeeld | Ontdekt door     | Waargenomen helderheid (maximum) | Waargenomen helderheid (minimum) | Variatie van magnitude | Periode   | Spectraalklasse (eclipserende componenten) | Commentaar                              |
| ----------------- | ------------ | ---------------- | -------------------------------- | -------------------------------- | ---------------------- | --------- | ------------------------------------------ | --------------------------------------- |
| AB And            | Andromeda    |                  | 10m.40                           | 11m.27                           | 0.87                   | 0.3319    | G5+G5V                                     |                                         |
| S Ant             | Luchtpomp    | H.M.Paul, 1891   | 6m.27                            | 6m.83                            | 0.56                   | 0.6483489 |                                            |                                         |
| 44 (i) Boö        | Ossenhoeder  |                  | 5m.8                             | 6m.4                             | 0.6                    | 0.2678159 | G2V + G2VBoö                               | 3 componenten                           |
| TU Boö            | Ossenhoeder  |                  | 11m.8                            | 12m.5                            | 0.7                    | 0.324     |                                            |                                         |
| VW Cep            | Cepheus      |                  | 7m.23                            | 7m.68                            | 0.45                   | 0.278     | G5+K0Ve                                    |                                         |
| WZ Cep            | Cepheus      |                  | 11m.4                            | 12m.0                            | 0.6                    | 0.41744   | F5                                         | Mogelijk derde component                |
| ε CrA             | Zuiderkroon  |                  | 4m.74                            | m.0                              | 0.26                   | 0.5914264 |                                            |                                         |
| SX Crv            | Raaf         |                  | 8m.99                            | 9m.25                            | 0.26                   | 0.32      | F7V + ?                                    |                                         |
| V1191 Cyg         | Zwaan        |                  | 10m.82                           | 11m.15                           | 0.33                   | 0.31      | F6V + G5V                                  |                                         |
| XY Leo            | Leeuw        |                  | 9m.45                            | 9m.93                            | 0.48                   | 0.284     | K0V+K0                                     |                                         |
| CE Leo            | Leeuw        |                  | 11m.8                            | 12m.6                            | 0.8                    | 0.303     |                                            |                                         |
| TV Pic            | Schilder     | Verschuren, 1987 | 7m.37                            | 7m.53                            | 0.16                   | 0.85      |                                            |                                         |
| Y Sex             | Sextant      |                  | 9m.81                            | 10m.23                           | 0.42                   | 0.42      |                                            | Mogelijke twee substellaire componenten |
| W UMa             | Grote Beer   |                  | 7m.75                            | 8m.48                            | 0.73                   | 0.3336    | F8Vp + F8Vp                                | prototype, mogelijk 3 componenten       |